# 高梨れい
高梨れい（たかなし れい、1992年7月31日 - ）は、日本のグラビアアイドル、タレント。大阪府出身。かつて、ワンエイトプロモーションに所属していた。

## 経歴・人物
趣味は旅行、映画鑑賞。特技は料理。
2017年10月20日発売の「ミルキー・グラマー」でデビュー。
デビューのきっかけは、大阪のミナミでのスカウト。
普段は、一般の仕事に従事し、グラビア活動との“二刀流”で活動している。
憧れのグラビアアイドルは杉原杏璃。
妹がおり、デビュー作をひとりで見る勇気が無く、妹と鑑賞。妹からは、「見ている方が恥ずかしいね」と言われた。
2020年10月現在、ワンエイトプロモーションのウェブサイトに高梨の名は無く、SNSも削除されており引退状態である。

## 作品

### DVD
◎=BD同時発売
- ミルキー・グラマー（2017年10月20日、竹書房）◎
- ウォーターメロン（2018年1月25日、イーネット・フロンティア）
- ずっと抱きしめて（2018年4月20日、ラインコミュニケーションズ）◎
- やわらか搾り（2018年8月31日、エスデジタル）

## 書籍

### 電子書籍
- 『高梨れい「ずっと抱きしめて」（Idol Line）』（2018年5月18日、ラインコミュニケーションズ）